# William Russell (brytyjski aktor)
William Russell Enoch (ur. 19 listopada 1924 w Sunderland, zm. 3 czerwca 2024) – angielski aktor telewizyjny, filmowy, radiowy i teatralny. Występował w roli Iana Chestertona z brytyjskiego serialu science-fiction pt. Doktor Who.
Jest ojcem Alfreda Enocha, również aktora, (Dean Thomas z serii filmów o Harrym Potterze).

## Kariera

### Doktor Who
Aktor w 1963 rozpoczął pracę nad nowym serialem produkcji BBC, pt.: Doktor Who. Rozpoczynając w historii An Unearthly Child, aktor w nowym serialu grał przez blisko trzy lata, wcielając się w Iana Chestertona, należącego do pierwszej trójki towarzyszy Doktora. Odszedł z serialu w historii The Chase (1965), wraz z grającą postać Barbary Wright aktorką Jacqueline Hill.
Przez kolejnych kilkadziesiąt lat Russell wracał do postaci Chestertona jedynie jako aktor głosowy, w słuchowiskach i audiobookach. W 2022 r. wystąpił jako Chesterton w odcinku specjalnym The Power of the Doctor, stanowiącym pożegnanie Jodie Whitaker z graną przez nią postacią Trzynastej Doktor. Za sprawą tego występu Chesterton został wpisany do Księgi rekordów Guinnessa jako postać, która powróciła do serialu telewizyjnego po najdłuższej w historii przerwie, wynoszącej 57 lat i 120 dni. 
W 2013 roku powstał film wyprodukowany specjalnie na 50-lecie istnienia serialu Doktor Who, pt. An Adventure in Space and Time. Opisywał on historię powstawania oraz pierwsze lata produkcji serialu. W rolę Williama Russella wcielił się Jamie Glover. Sam Russell miał w tej produkcji cameo jako ochroniarz Harry.